# Татаев, Алексей Гочаевич
Алексей Гочаевич Татаев (8 октября 1998, Цхинвал, Южная Осетия) — российский футболист, защитник клуба «Оренбург».

## Биография

### Клубная карьера

#### «Краснодар»
Воспитанник академии «Краснодара». С 2015 года выступал в команде «Краснодар-2». Его дебют в ПФЛ состоялся 9 апреля 2015 года в матче с клубом «Астрахань», в котором игрок провёл на поле все 90 минут. За основную команду дебютировал 21 сентября 2016 года в матче 1/16 Кубка России против клуба «Спартак-Нальчик», который также отыграл полностью.

#### «Млада-Болеслав»
10 января 2019 года, чешский клуб «Млада-Болеслав» арендовал игрока у «Краснодара». Татаев дебютировал за главную команду 9 февраля 2019 года в матче лиги против «Виктории Пльзень» (1:1). В матче 23 тура вышел на замену в матче против «Словацко», заработал две желтые карточки и удалился за 9 минут. Всего за сезон 2018/19 сыграл в 10 матчах и не отметился результативными действиями.
Первый гол за команду забил 22 сентября в матче 10 тура против «Баник Острава» (2:0). 30 октября отметился ещё одним голом в матче 1/8 Кубке МОЛ против «Злина» (3:1). 11 декабря «Млада-Болеслав» объявил о том, что выкупил у «Краснодара» права на 21-летнего защитника.

#### «Алания»
В июле 2021 года подписал контракт с клубом «Алания».

#### «Оренбург»
8 января 2025 года стало известно, что Татаев перешёл в «Оренбург».

### Карьера в сборной
В 2015 году в составе юношеской сборной (до 17 лет) принимал участие в чемпионате Европы. На турнире сыграл 5 матчей и стал автором единственного гола в матче 1/4 финала против сборной Англии. В том же году принял участие в юношеском чемпионате мира, где сыграл в 3 матчах.

## Статистика
По состоянию на 16 июня 2022 года
| Выступление      | Выступление      | Выступление      | Лига | Лига | Кубки | Кубки | Еврокубки | Еврокубки | Итого | Итого |
| Клуб             | Лига             | Сезон            | Игры | Голы | Игры  | Голы  | Игры      | Голы      | Игры  | Голы  |
| ---------------- | ---------------- | ---------------- | ---- | ---- | ----- | ----- | --------- | --------- | ----- | ----- |
| Краснодар        | Премьер-лига     | 2016/17          | 0    | 0    | 1     | 0     | 0         | 0         | 1     | 0     |
| Краснодар        | Итого            | Итого            | 0    | 0    | 1     | 0     | 0         | 0         | 1     | 0     |
| Млада-Болеслав   | Синот лига       | 2018/19          | 10   | 0    | 0     | 0     | 0         | 0         | 10    | 0     |
| Млада-Болеслав   | Синот лига       | 2019/20          | 12   | 1    | 2     | 1     | 0         | 0         | 14    | 2     |
| Млада-Болеслав   | Итого            | Итого            | 22   | 1    | 2     | 1     | 0         | 0         | 24    | 4     |
| Алания           | Первенство ФНЛ   | 2021/22          | 14   | 2    | 2     | 0     | 0         | 0         | 16    | 2     |
| Алания           | Итого            | Итого            | 14   | 2    | 2     | 0     | 0         | 0         | 16    | 2     |
| Всего за карьеру | Всего за карьеру | Всего за карьеру | 36   | 3    | 5     | 1     | 0         | 0         | 38    | 4     |